# Ljelješnica
Ljelješnica är en grotta i Bosnien och Hercegovina.   Den ligger i entiteten Republika Srpska, i den södra delen av landet, 90 km söder om huvudstaden Sarajevo. Ljelješnica ligger 501 meter över havet.
Terrängen runt Ljelješnica är huvudsakligen kuperad. Ljelješnica ligger nere i en dal.Runt Ljelješnica är det ganska tätbefolkat, med 67 invånare per kvadratkilometer.. Närmaste större samhälle är Ljubinje, 17,9 km sydväst om Ljelješnica. 
Omgivningarna runt Ljelješnica är en mosaik av jordbruksmark och naturlig växtlighet.